# FC Unterföhring
FC Unterföhring is een Duitse voetbalclub uit Unterföhring in Beieren.
De club werd in 1927 opgericht nadat een eerdere club in de plaats maar enkele jaren bestond (1921 tot 1923 of 1924). De Tweede Wereldoorlog betekende bijna het einde van de club omdat er haast geen leden meer over waren. De club bleef lang op regionaal amateurniveau in Beieren spelen. Tussen 2002 en 2004 promoveerde FC Unterföhring drie keer en kwam in de Bezirksoberliga Oberbayern. In 2010 werd de club kampioen en kwam in de Landesliga Bayern Süd. In 2012 kwam de club in de Bayernliga Süd. In het seizoen 2016/17 werd FC Unterföhring daarin tweede en, omdat kampioen SV Pullach geen licentie kreeg, promoveerde de club voor het eerst naar de Regionalliga Bayern. De club kon het behoud echter niet verzekeren.